# Valsad
Valsad – miasto w Indiach, w stanie Gudźarat. W 2011 roku liczyło 170 060 mieszkańców.